# Нассерайт
Нассерайт (нім. Nassereith) —  громада округу Імст у землі Тіроль, Австрія.
Нассерайт лежить на висоті 838 м над рівнем моря і займає площу 72,4 км². Громада налічує 2065 мешканців.
Густота населення 29/км².
|                                    |
| Нассерайт на мапі округу та землі. |

 Адреса управління громади: Sachsengasse 81a, 6465 Nassereith.

## Демографія
Історична динаміка населення міста за даними сайту Statistik Austria

## Відомі люди
- Ліза Майєр (* 1954) — австрійська поетеса.

## Галерея

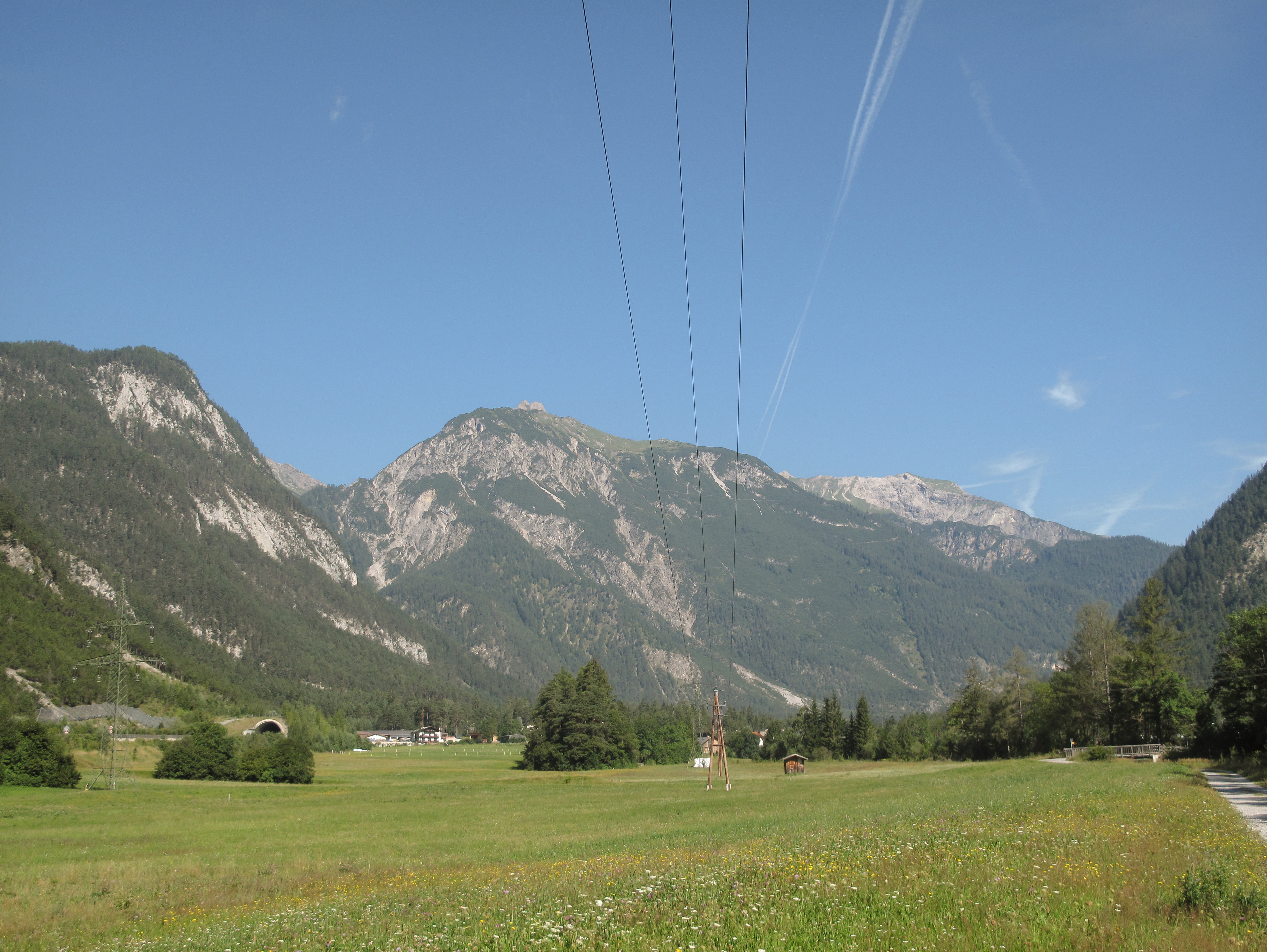
zwischen Nassereith und Dormitz, Panorama
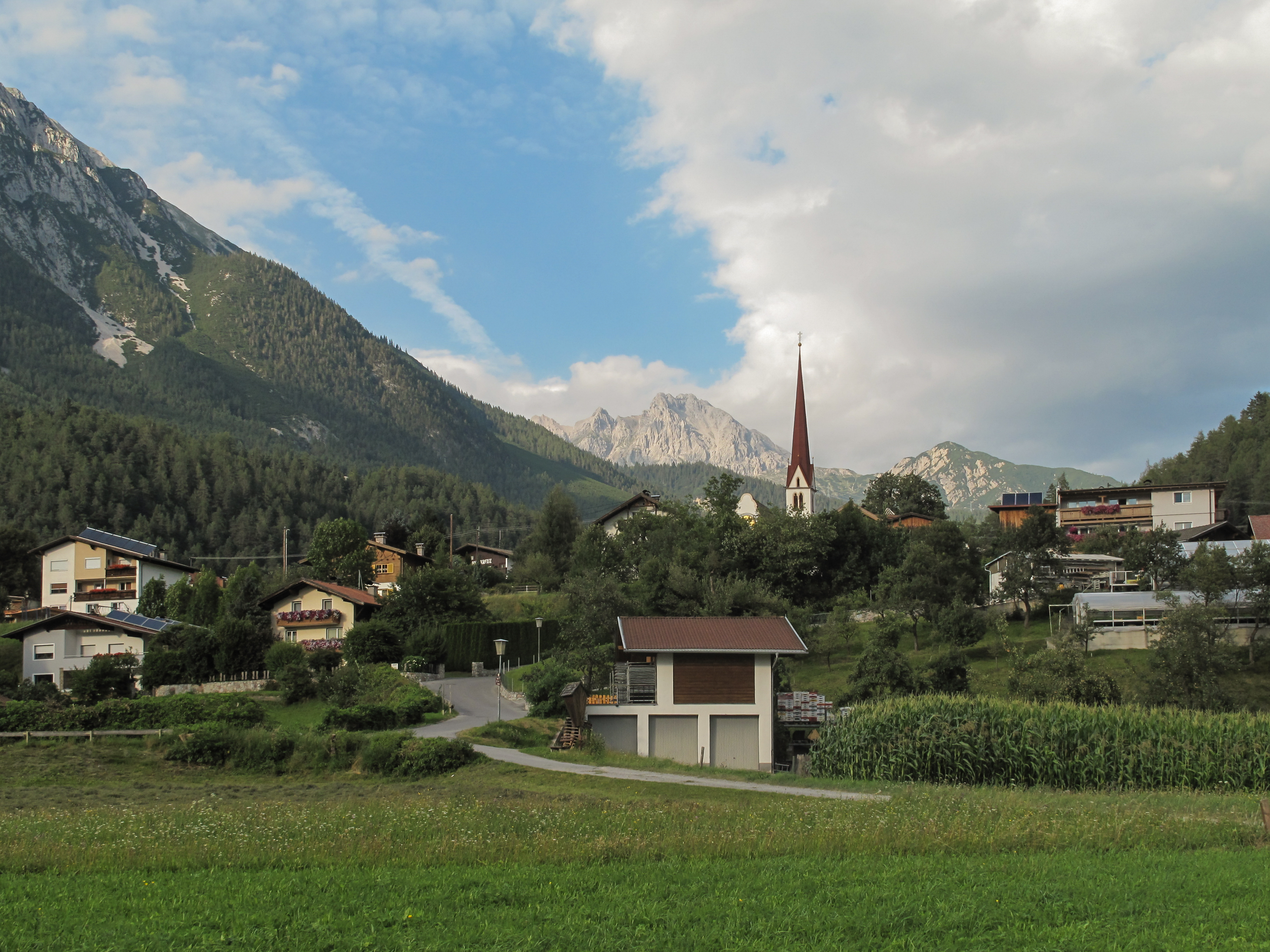
Dormitz, das Dorf
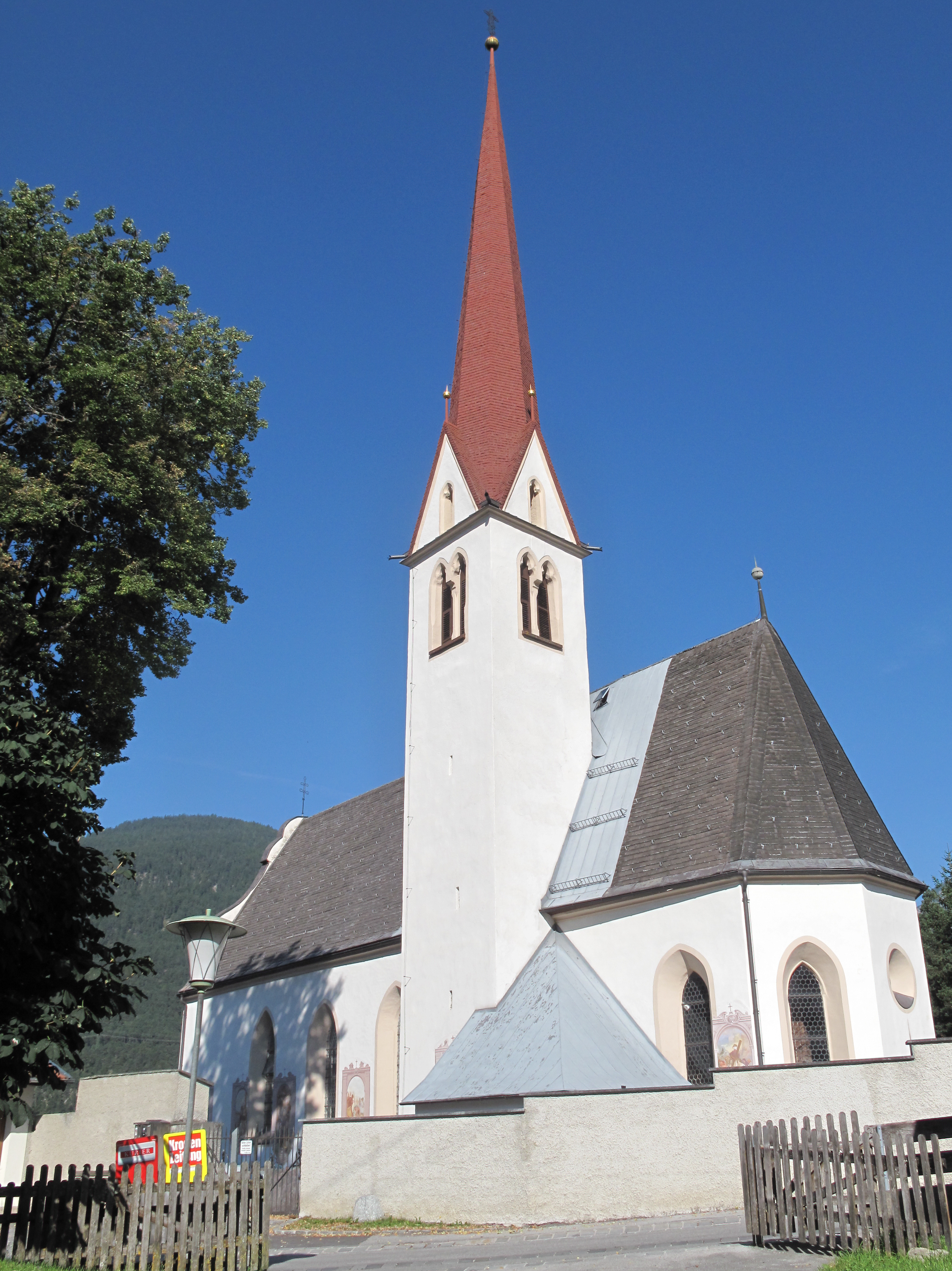
Dormitz, die Wahlfahrtskirche

## Виноски
1. ↑  Dauersiedlungsraum der Gemeinden Politischen Bezirke und Bundesländer - Gebietsstand 1.1.2018 — Статистичне управління Австрії.
2. ↑  https://www.statistik.at/blickgem/blick1/g70212.pdf
3. ↑  www.nassereith.tirol.gv.at. Архів оригіналу за 14 березня 2022. Процитовано 19 березня 2022.
4. ↑  Gemeindedaten von Nassereith. Архів оригіналу за 2 січня 2016. Процитовано 21 липня 2013.

| Австрія | Це незавершена стаття з географії Австрії. Ви можете допомогти проєкту, виправивши або дописавши її. |